# Haynes (Dakota du Nord)
Pour les articles homonymes, voir Haynes.
La ville de Haynes est située dans le comté d’Adams, dans l’État du Dakota du Nord, aux États-Unis. Sa population s’élevait à 23 habitants lors du recensement de 2010, estimée à 24 habitants en 2018.

## Démographie
| 1920 | 1930 | 1940 | 1950 | 1960 | 1970 |
| ---- | ---- | ---- | ---- | ---- | ---- |
| 113  | 167  | 210  | 145  | 111  | 53   |

| 1980 | 1990 | 2000 | 2010 | - | - |
| ---- | ---- | ---- | ---- | - | - |
| 58   | 37   | 19   | 23   | - | - |

## Source
- (en) Cet article est partiellement ou en totalité issu de l’article de Wikipédia en anglais intitulé « Haynes, North Dakota » (voir la liste des auteurs).